# Гурдин, Дмитрий Владимирович
Дмитрий Владимирович Гурдин (род. 1973) — сотрудник российских органов государственной безопасности, генерал-майор.

## Биография
Дмитрий Владимирович Гурдин родился в 1973 году в городе Омске.
В 1996 году поступил на службу в органы Федеральной службы безопасности Российской Федерации.
Служил в различных территориальных Управления Федеральной службы безопасности Российской Федерации.
На протяжении нескольких лет занимал должность первого заместителя начальника Управления Федеральной службы безопасности Российской Федерации по Новосибирской области.
В сентябре 2019 года полковник Дмитрий Гурдин был назначен начальником Управления Федеральной службы безопасности Российской Федерации по Тульской области.
В 2020 году Гурдину было присвоено очередное звание генерал-майора.